# Oljeavskiljare
Oljeavskiljare är en anordning som används för att förhindra läckage av olja till omgivande vattendrag eller till avlopp. 
Oljeavskiljare finns i klass 1 och klass 2. Klass 1 har högsta reningsgraden, det vill säga släpper ut minst föroreningar. Oljeavskiljare klass 1 skall vara utrustad med självstängande utloppsventil, larm samt en funktion för att förbättra avskiljning av oljor, så kallad koalesator. Koalesatorn kan vara antingen filterförsedd eller självrengörande och underhållsfri. Oljeavskiljare finns för markinstallation, vanligen utförda i betong. För inomhusinstallation finns modeller i varierande material, till exempel rostfritt stål och plast. För att en installation ska vara godkänd ska oljeskiktslarm och provtagningsmöjlighet finnas. Oljeavskiljare skall vara typgodkända enligt EN858.